# Kim Rhodes
Kimberly „Kim” Rhodes (Portland, Oregon, 1969. június 7. –) amerikai színésznő.
Cindy Harrison szerepét játszotta két különböző szappanopera-sorozatban, az Another Worldben és az As the World Turnsben. Valamint Carey Martint a Disney Channelen futó Zack és Cody élete és a Zack és Cody a fedélzeten című sorozatokban, ahol ő játszotta Zack és Cody  anyját.

## Fiatalkora
Kimberly Portland-ben született és nevelkedett, szülei Jane és Harry Rhodes. Egy nővére van, Jennifer Rhodes. Elvégezte a Benson Műszaki Középiskolát, majd a Dél Oregon Egyetemre járt, 1991-ben diplomázott. Művészeti diplomát szerzett a Temple Egyetemen.

## Pályafutása
1997-ben – miközben az Another World-ben játszott – Mark Pinterrel együtt jelölték a Soap Opera Digest díjra „Kedvenc Új Pár”-ként. A Disney Channeles debütálását megelőzően korábban az Oregon Shakespeare Fesztiválon játszotta Daphne Stillington szerepét Noël Coward Ne nevess korán című darabjában és Helenát, Shakespeare Szentivánéji álom-jában. 2005-ben főszerepet kapott a Zack és Cody élete című sorozatban. 2010-ben az Odaát című sorozatban szerepelt.

## Magánélete
Los Angelesben él férjével, Travis Hodges színésszel. A párnak van egy lánya, Tabitha Jane, aki autista. 2021 áprilisában elmondta, hogy ő is autista, mint a lánya.

## Filmográfia

### Filmek
| Év   | Magyar cím                                      | Eredeti cím                     | Szerep           | Magyar hang  |
| ---- | ----------------------------------------------- | ------------------------------- | ---------------- | ------------ |
| 2016 |                                                 | Riding 79                       | Betty            |              |
| 2012 | Atlasz megremegett 2.: A csapás                 | Atlas Shrugged II: The Strike   | Lillian Rearden  | Horváth Lili |
| 2011 | Beethoven karácsonyi kalandja                   | Beethoven's Christmas Adventure | Christine        |              |
| 2011 |                                                 | November 1                      | Marisa           |              |
| 2011 |                                                 | Mine                            | pincérnő         |              |
| 2011 | Beléd zúgtam tévedésből                         | A Crush on You                  | Val Brookston    |              |
| 2010 |                                                 | Deadbeat                        | K.D.             |              |
| 2010 |                                                 | Cyrus                           | Dr. Dallas       |              |
| 200  | Éjféli csók                                     | A Kiss at Midnight              | Maureen O'Connor |              |
| 2008 |                                                 | Desertion                       | Jane Nichols     |              |
| 2008 | Démontanya – Avagy ki engedte ki a szellemeket? | Mostly Ghostly                  | Harriett Doyle   | Törtei Tünde |
| 2004 | Kelekótya karácsony                             | Christmas with the Kranks       | Julie            |              |
| 2001 | Halálos hajsza                                  | In Pursuit                      | Ann Sutton       | Makay Andrea |

### Televíziós szerepek
| Év        | Magyar cím                        | Eredeti cím                             | Szerep                          | Megjegyzések                          |
| --------- | --------------------------------- | --------------------------------------- | ------------------------------- | ------------------------------------- |
| 2018      | Gyilkos elmék                     | Criminal Minds                          | Linda Barnes                    | 4 epizód                              |
| 2017      | Gyilkos elmék: Túl minden határon | Criminal Minds: Beyond Borders          | Linda Barnes                    | 2 epizód                              |
| 2016      | Kolónia                           | Colony                                  | Rachel                          | 1 epizód                              |
| 2015      |                                   | Extant                                  | Nicole                          | 1 epizód                              |
| 2015      |                                   | Key and Peele                           | Widow                           | 1 epizód                              |
| 2014      | NCIS                              | NCIS                                    | Sandra Jenkins                  | 1 epizód                              |
| 2014–2016 |                                   | Gortimer Gibbon's Life on Normal Street | Vicki Bowen                     | 9 epizód                              |
| 2013      | Elcserélt lányok                  | Switched at Birth                       | Tria                            | 2 epizód                              |
| 2011      |                                   | Free Agents                             | Kate                            | 1 epizód                              |
| 2010–2020 | Odaát                             | Supernatural                            | Jody Mills                      | mellékszereplő                        |
| 2009      | Doktor House                      | House                                   | Nő az adománygyüjtésen          | 2 epizód                              |
| 2008–2011 | Zack és Cody a fedélzeten         | The Suite Life on Deck                  | Carey Martin                    | 4 epizód magyar hangja Törtei Tünde   |
| 2005–2008 | Zack és Cody élete                | The Suite Life of Zack & Cody           | Carey Martin                    | főszereplő magyar hangja Törtei Tünde |
| 2004      | CSI: A helyszínelők               | CSI: Crime Scene Investigation          | Lydia Lopez                     | 1 epizód                              |
| 2002      | Mrs. Klinika                      | Strong Medicine                         | Marla Cole                      | 1 epizód                              |
| 2002      | Nyomtalanul                       | Without a Trace                         | Polly                           | 1 epizód                              |
| 2002      |                                   | Boomtown                                | Julia Sloan                     | 1 epizód                              |
| 2002      | Angyali érintés                   | Touched by an Angel                     | Liz                             | 1 epizód                              |
| 2002      |                                   | Becker                                  | Julie                           | 1 epizód                              |
| 2001      | A láthatatlan ember               | The Invisible Man                       | Eleanor Stark                   | 1 epizód                              |
| 2001      |                                   | Titus                                   | Tiffany                         | 1 epizód                              |
| 2000      |                                   | One World                               | Diane                           | 1 epizód                              |
| 2000      |                                   | Stark Raving Mad                        | Brooke                          | 1 epizód                              |
| 2000      | Star Trek: Voyager                | Star Trek: Voyager                      | Lyndsay Ballard / Jetlaya       | 1 epizód                              |
| 1999      |                                   | Martial Law                             | Roxanne Cole                    | 1 epizód                              |
| 1999      |                                   | The Lot                                 | Rachel Lipton                   | 1 epizód                              |
| 1996–1999 |                                   | Another World                           | Cynthia "Cindy" Brooke Harrison | mellékszereplő                        |

## Fordítás
- Ez a szócikk részben vagy egészben  a   Kim Rhodes című angol Wikipédia-szócikk fordításán alapul.  Az eredeti cikk szerkesztőit annak laptörténete sorolja fel. Ez a jelzés csupán a megfogalmazás eredetét és a szerzői jogokat jelzi, nem szolgál a cikkben szereplő információk forrásmegjelöléseként.